# After All Is Said
After All Is Said ist ein Jazzalbum von Tomas Fujiwara & The Hook Up. Die 2014 entstandenen Aufnahmen erschienen 2015 auf 482 Music.

## Hintergrund
Nach Actionspeak (2011) und The Air Is Different (2012) war After All is Said das dritte Album von Tomas Fujiwara & the Hook Up. Obwohl die Grundbesetzung der Gruppe ziemlich stabil blieb, übernahm Michael Formanek den Posten des Bassisten, den zuvor von Trevor Dunn und Danton Boller innehatten, und schließt sich Fujiwara und den Gründungsmitgliedern Brian Settles (Tenorsaxophon), Jonathan Finlayson (Trompete) und Mary Halvorson (Gitarre) an. Zusätzlich zur Rekrutierung von Formanek wurde die Instrumentalpalette der Gruppe leicht erweitert; Settles spielte zum ersten Mal Flöte in einer Hook-Up-Session und stellt die filmische Eröffnungsnummer „Lastly“ mit asiatischen Schnörkeln vor.

## Titelliste

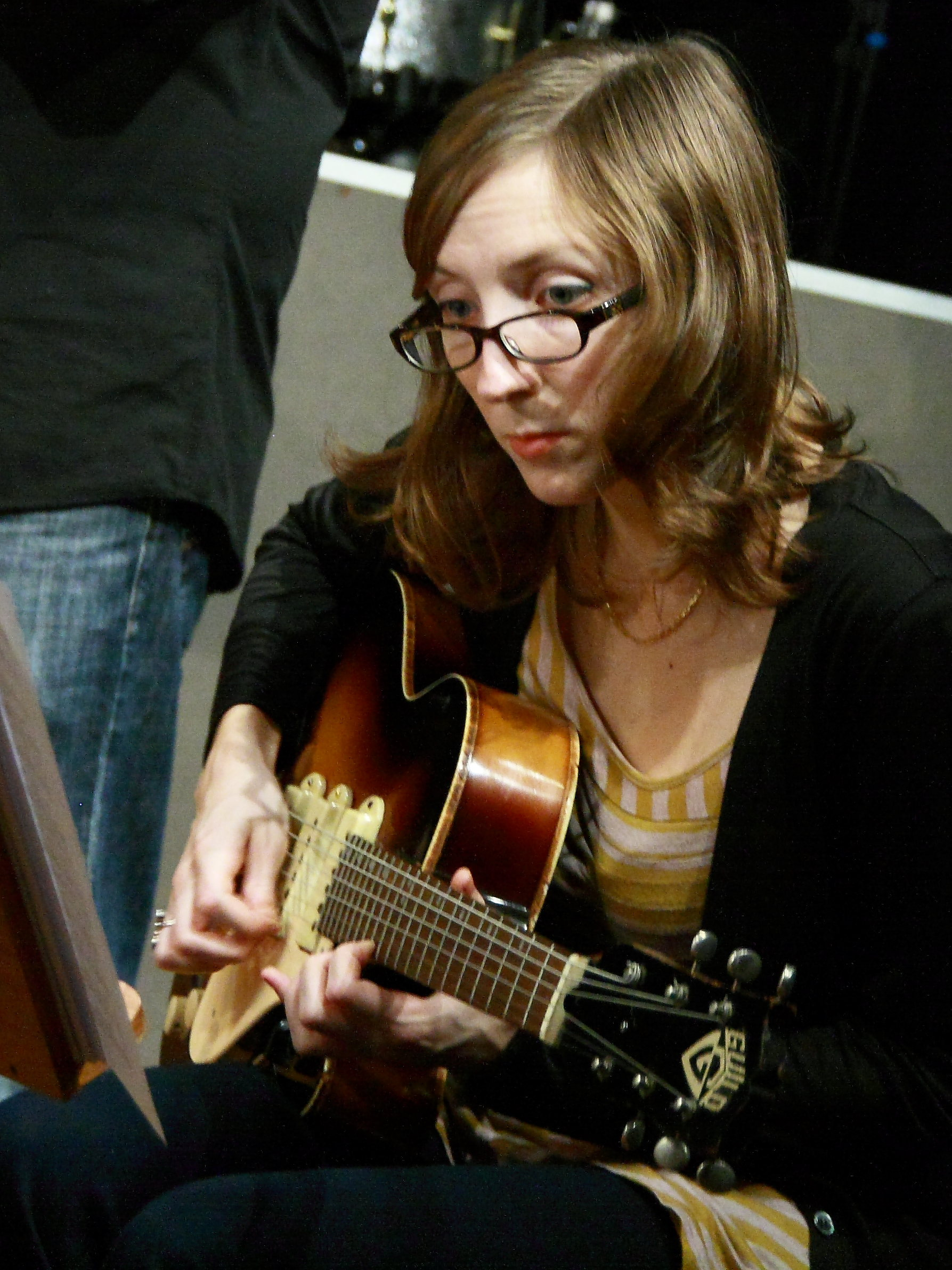
Mary Halvorson 2011

- Tomas Fujiwara & The Hook Up: After All Is Said (482 Music 482-1089)

1. Lastly 7:58
2. The Comb 7:59
3. For Tom and Gerald 2:04
4. Boaster’s Roast 10:19
5. Solar Wind 11:02
6. The Hook Up 7:21
7. When 10:02

- Alle Kompositionen stammen Tomas Fujiwara.

## Rezeption
Nach Ansicht von Troy Collins, der das Album in All About Jazz rezensierte und mit 4½ Sternen auszeichnete, meiden Fujiwaras nichtlineare Kompositionen normalerweise herkömmliche Songstrukturen, wie beispielsweise „The Comb“. „Das Rubato-Stück unterbricht einen kühnen pointillistischen Dialog zwischen Tenor, Gitarre und Schlagzeug mit einem düsteren Zwischenspiel für traurige Trompete und gestrichenem Bass und verwandelt sich allmählich in eine quixotische Collage aus lebhaft artikulierten Phrasen und trägen Refrains, die in mehreren Taktarten gesetzt sind.“ „Boaster’s Roast“ stelle in ähnlicher Weise die rockigen Backbeats der muskulösen Rhythmusgruppe und Halvorsons stachelige Gitarrenbeiträge gegen nervösen, bläsergetriebenen Funk gegenüber, während „For Tom and Gerald“ die geschmackvolle Kunst des Anführers mit einem gedämpften, aber überzeugenden unbegleiteten Schlagzeug-Solo ohne Effekthascherei zusammenfasse, notierte Collins.
Der Autor habe auch Formaneks imposante Präsenz hervor; sein majestätisch ausgeführtes Pizzicato-Solo ist der Höhepunkt von „Solar Wind“ nach einem spannenden Eröffnungsduett zwischen Fujiwara und Settles und einer erweiterten Passage schillernder rhythmischer Erfindungen von Finlayson. Der swingende Titeltrack demonstriere die traditionellen Jazz-Fähigkeiten der Bandmitglieder in einer prägnanten Reihe virtuoser Soli. Das Album sei – so das Resümee des Autors – eines „der zugänglichsten, herausforderndsten und erfinderischsten Aufnahmen des letzten Jahrgangs“.

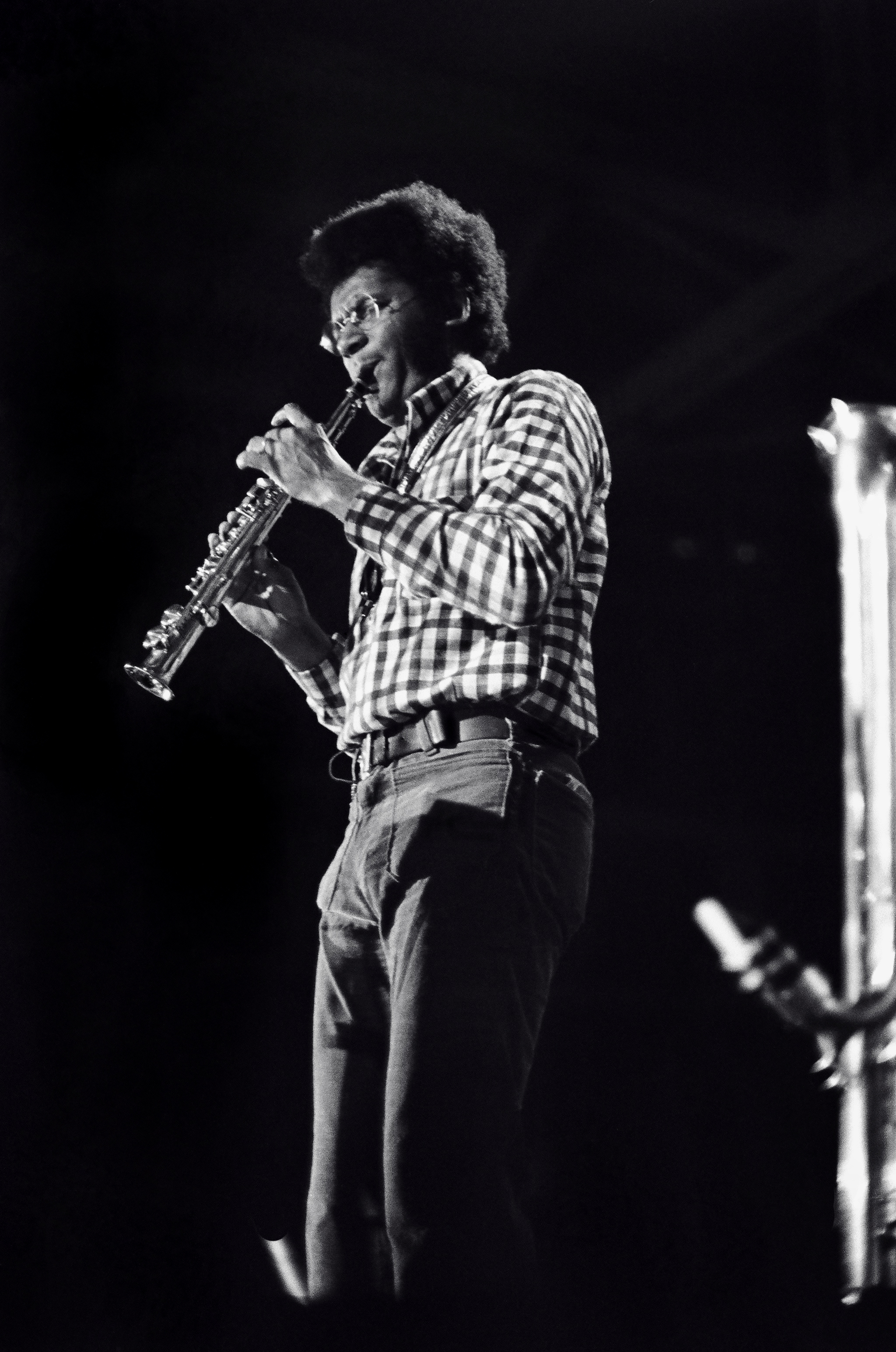
Anthony Braxton 1976

Ebenfalls in All About Jazz schrieb Glenn Astarita, Tomas Fujiwaras The Hook Up präsentiere Künstler, die zu den prominentesten Vertretern neuer Richtungen im Jazz und in der Improvisation gehörten. Hier fungiert der Bandleader „als Anstifter und Antriebsfaktor durch seine rhythmisch geformten Werke, die aus rollenden, taumelnden und zersplitterten Bewegungen bestehen, die von aufkeimenden thematischen Entwicklungen geprägt sind.“ Fujiwara unterstütze die Band in „Solar Wind“, indem er Grooves erzeugt, die auf polyrhythmischen Mustern mit lyrischen Implikationen basieren.
Nach Ansicht des Kritikers von Avant Music News strahle Anthony Braxtons Einfluss hell in Fujiwaras Komponieren aus - „After All is Said rezitiere eindeutig Jazz, aber mit straffer, komplexer Textur, gestaffelten Rhythmen und hervorragender Ausführung. Dies sei eine sehr starke Veröffentlichung,“ schrieb der Autor.
Chris Haines schrieb im Free Jazz Blog, After All Is Said beginne mit einer frei fallenden Melodielinie von der Flöte gegen einen synkopierten Bass- und Schlagzeugrhythmus und einigen perkussiven, verzögerten Effekten der Gitarre. Nur dieses kleine Klangbeispiel an sich fange die Absicht des Albums ein, wobei die verschiedenen Farben der abwechslungsreichen Instrumentierung nicht nur abwechselnd in den Vordergrund träten, sondern auch einen rhythmischen und mehrfarbigen Hintergrund für das Geschehen böten, während sich die Musik im Laufe der Zeit entwickle, schrieb Haines. „Das Saxophon und die Trompete von Settles und Finlayson passen gut zusammen und spielen manchmal unisono Linien, die einen scharfen und eckigen Kontrapunkt von Halvorsons Gitarre bilden, die auf dem Track ‚Boaster’s Roast‘ von Fujiwaras funkigen Beats angetrieben wird.“ Auf After All Is Said herrsche ein echtes Gefühl des Gruppenzusammenhalts, resümiert der Autor, „und als Werk sitzt es mit einigen komplizierten Einzelteilen, die sich gut in diese engmaschige Einheit einfügen, ziemlich fest am Ohr.“